# Jules Fouquet
Jules Emile Fouquet  (* 6. Februar 1878 in Fontaine-Notre-Dame (Nord), Frankreich; † 19. Juli 1966 in Laon, Frankreich) war ein blinder französischer Organist, der mehr als sechs Jahrzehnte als Titularorganist an der Kathedrale von Laon tätig war.

## Leben

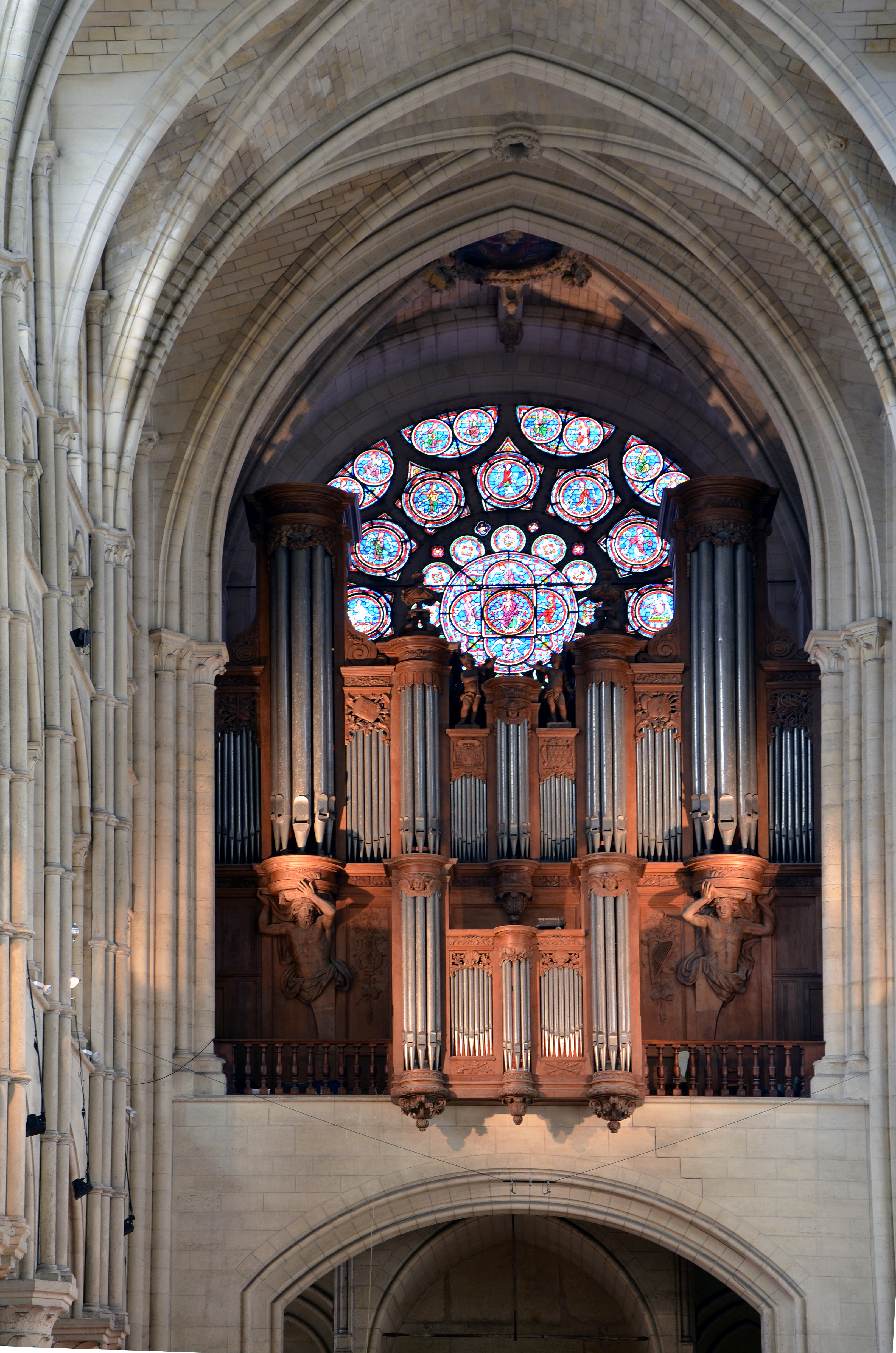
Die Hauptorgel der Kathedrale von Laon, Arbeitsplatz von Jules Fouquet von 1899 bis 1966

Jules Fouquet wurde Anfang Februar 1878 in der kleinen Gemeinde Fontaine-Notre-Dame im französischen Département Nord geboren. Von Geburt an blind, erlernte er die Brailleschrift und beherrschte auch das Schreiben auf einer Schreibmaschine. Seine fertigen Texte ließ er von anderen durchlesen und bei Bedarf korrigieren. An welcher Institution und bei welchen Lehrern er seine Ausbildung zum Organisten absolvierte, ist nicht bekannt.
Im Februar 1899 wurde die neu erbaute Hauptorgel (Grand Orgue) der Kathedrale von Laon, ein Instrument aus der Werkstatt des Orgelbauers Henri Didier aus Epinal feierlich eingeweiht, und Jules Fouquet wurde im Alter von 21 Jahren zum ersten Titularorganisten der Kathedrale ernannt. Dieses Amt hatte er 67 Jahre lang ununterbrochen bis zu seinem Tod inne.
Am 9. Januar 1919 heiratete Fouquet in Laon Emilie Léonie Froussart, die am 18. April 1935 in Laon verstarb.
Jules Fouquet starb am 19. Juli 1966 im Alter von 88 Jahren in Laon. Seine Nachfolgerin im Amt des Titularorganisten wurde seine bisherige Stellvertreterin Marie Ducrot.

## Ehrungen
Die direkt in den Platz vor der Kathedrale einmündende „Rue du Parvis“ in der Altstadt von Laon wurde nach Fouquets Tod in „Rue Jules Fouquet“ umbenannt.